# پلی‌کتون

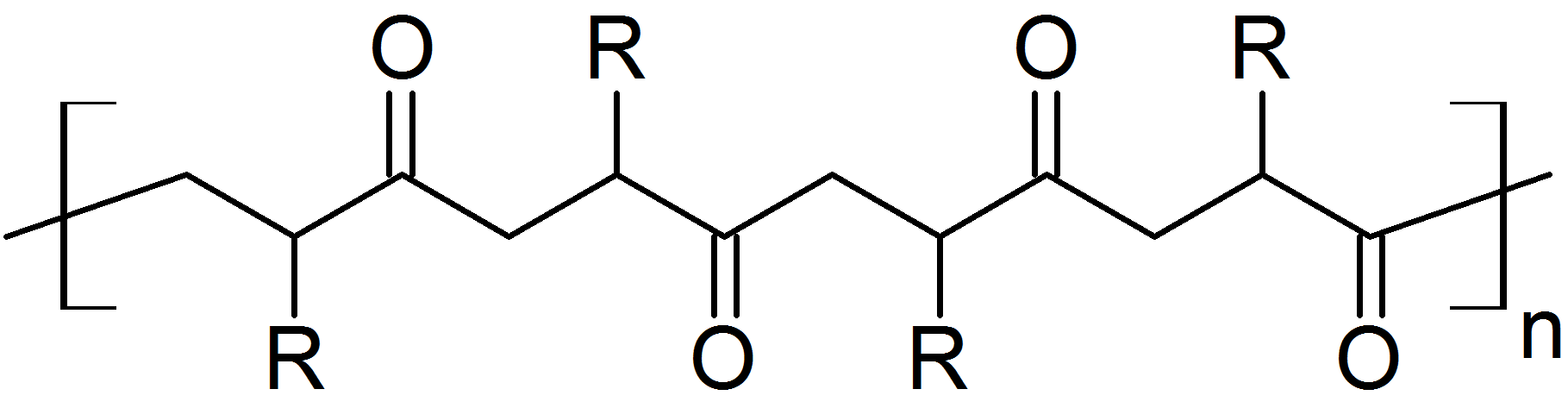
ساختار شیمیایی به‌طور کلی از یک پلی‌کتون

پلی‌کتون یک خانواده از پلیمرهای ترموپلاستیک با عملکرد بالا است. گروه کتون قطبی در ستون پلیمر از این مواد، منجر به جاذبه قوی بین زنجیره‌های پلیمری می‌شود، که باعث افزایش نقطه ذوب ماده (۲۵۵ درجه سانتی گراد برای کوپلیمر (کربن اتیلن مونوکسید)، ۲۲۰ درجه سانتی گراد برای ترپلیمر (مونوکسید کربن، اتیلن، پروپیلن) می‌شود. این مواد همچنین تمایل به مقاومت در برابر حلال و دارای خواص مکانیکی خوبی می‌باشند. بر خلاف بسیاری دیگر از پلاستیک‌های مهندسی، آلیفاتیک پلی‌کتون‌ها مانند کریلون رویال داچ شل، نسبتاً آسان ترکیب می‌شوند و می‌توان از مونومر ارزانی مشتقش کرد. کریلون با پالادیم(II) کاتالیز شده از اتیلن و مونواکسید کربن ساخته می‌شود. بخش کوچکی از اتیلن به‌طور کلی با پروپیلن برای کاهش نقطه ذوب جایگزین می‌شود.

## محصولات صنعتی
اتیلن-مونوکسید کربن CO-پلیمر مهم‌ترین محصول است. این پلیمر سنتز شده یا به عنوان یک دوغاب متانول یا یک واکنش فاز گاز با کاتالیزور تثبیت استفاده می‌شود.

## مکانیسم پلیمریزاسیون

### شروع و پایان
برای شروع می‌توان از طریق متانولیز، پالادیوم (II) پیش ساز را، به هر یک از متااکسیدها یا یک مجتمع هیدرید اضافه کرد.

### گسترش
مکانیزم انتشار این واکنش استفاده از یک کاتالیزر پالادیوم (II)-فنانترولین شده به پیشنهاد موریس بروخارت است:
برای داشتن نقص بسیار کم پلی‌کتون‌ها (درج اتیلن دو یا درج کربونیل دو، به رنگ قرمز) را می‌توان اشاره کرد:
مانع فعال سازی به درج کربونیل دو بسیار بالا است، مطالعات مکانیکی بروخارت نشان می‌دهد که غلظت مجتمع پالادیم آلکیل اتیلن مورد نیاز درج اتیلن دو در هر نقطه بسیار کم است:

### لیگاندهای بایدنتیت
کاتالیزر پالادیوم (II) از پیش در لیگاندهای دی‌فسفان در متانول استفاده می‌شود و بخش نسبتاً بالایی متیل پروپیونات تولید کند: